# 庄野靖志
庄野 靖志（しょうの やすし、1970年3月2日 - ）は、日本中央競馬会(JRA)・栗東トレーニングセンターに所属する調教師である。主な管理馬に2010年のJBCスプリントなどの優勝馬サマーウインド、2018年大阪杯・2019年ジャパンカップ優勝馬スワーヴリチャードなどがいる。

## 経歴
北海道沙流郡門別町（現・日高町）で競走馬生産を営む庄野牧場に、次男として生まれる。少年の頃は馬生産を将来の目標とし、日本大学獣医学部に進学。卒業後は実家に戻り、引退調教師の大叔父・庄野穂積の指導を受けながら、繋養馬の管理をしていた。
その後調教師に目標を改め、1996年にJRA競馬学校の厩務員課程に入った。半年の履修後は栗東・高橋隆厩舎で厩務員となり、直後調教助手資格も取得し、約10年を過ごした。
2006年に調教師免許を取得。翌2007年に自身の厩舎を開業した。管理馬初出走は重賞の中京記念で、伊藤雄二厩舎から引き継いだマチカネオーラであった（5着）。同6月2日にハリーコマンドが初勝利を挙げた。翌2008年、前年に加藤和宏厩舎から転厩してきたホクトスルタンが目黒記念を制し、管理馬の重賞初勝利を挙げた。2010年には、デビューから管理していたサマーウインドがJBCスプリントを制し、開業4年目でGI級(Jpn1)競走初制覇を果たしている。
2017年にはニシケンモノノフがJBCスプリントを、スワーヴリチャードが共同通信杯とアルゼンチン共和国杯を優勝し、日本ダービーでもレイデオロの2着になるなど活躍。翌2018年には金鯱賞制覇から臨んだ大阪杯で優勝。調教師生活初のGI制覇を成し遂げた。
川村禎彦調教師の死去に伴い、2024年8月14日付で20馬房の臨時貸付を受け、旧川村厩舎の管理馬35頭を一時的に受け入れている。

## 調教師成績
|            | 日付           | 競馬場・開催    | 競走名            | 馬名               | 頭数 | 人気 | 着順 |
| ---------- | -------------- | --------------- | ----------------- | ------------------ | ---- | ---- | ---- |
| 初出走     | 2007年3月4日   | 1回中京2日目11R | 中京記念          | マチカネオーラ     | 16頭 | 3    | 5着  |
| 初勝利     | 2007年6月2日   | 3回東京5日目4R  | 障害3歳以上未勝利 | ハリーコマンド     | 14頭 | 2    | 1着  |
| 重賞初出走 | 2007年3月4日   | 1回中京2日目11R | 中京記念          | マチカネオーラ     | 16頭 | 3    | 5着  |
| 重賞初勝利 | 2008年6月1日   | 3回東京4日目12R | 目黒記念          | ホクトスルタン     | 18頭 | 3    | 1着  |
| GI初出走   | 2007年10月21日 | 4回京都6日目11R | 菊花賞            | ホクトスルタン     | 18頭 | 7    | 6着  |
| JpnI初勝利 | 2010年11月3日  | 8回船橋3日目9R  | JBCスプリント     | サマーウインド     | 14頭 | 1    | 1着  |
| GI初勝利   | 2018年4月1日   | 2回阪神4日目11R | 大阪杯            | スワーヴリチャード | 16頭 | 1    | 1着  |

## 主な管理馬
※括弧内は当該馬の優勝重賞競走、太字はGI級競走。
- ホクトスルタン（2008年目黒記念）
- ダイシンオレンジ（2010年アンタレスステークス 2011年平安ステークス）
- サマーウインド（2010年クラスターカップ、東京盃、JBCスプリント）
- ワイドバッハ（2014年武蔵野ステークス）
- クロスクリーガー（2015年兵庫チャンピオンシップ、レパードステークス[4]）
- ニシケンモノノフ （2016年兵庫ゴールドトロフィー、2017年北海道スプリントカップ、JBCスプリント）
- スワーヴリチャード（2017年共同通信杯、アルゼンチン共和国杯、2018年金鯱賞、大阪杯、2019年ジャパンカップ）
- リッジマン （2018年ステイヤーズステークス）
- プールヴィル  （2019年フィリーズレビュー）
- レッドアンシェル （2019年CBC賞、2020年北九州記念）
- スウィープフィート （2024年チューリップ賞）
- カンチェンジュンガ （2025年阪急杯）

## 主な厩舎所属者
※太字は門下生。括弧内は厩舎所属期間と所属中の職分。
- 伊藤強（2007年-現在 調教助手）